# Wojciech Wolf
Wojciech Mieczysław Wolf (ur. 6 marca 1957) – prof. dr. hab. inż., wiceprezes Łódzkiego Towarzystwa Naukowego (od 2016), konsul honorowy Wielkiego Księstwa Luksemburga (od 2015).

## Życiorys
Wolf jest zatrudniony w Instytucie Chemii Ogólnej i Ekologicznej Politechniki Łódzkiej, gdzie pełni funkcję zastępcy dyrektora. Był prodziekanem Wydziału Chemicznego i prorektorem Politechniki Łódzkiej (2008–2012). Jest wiceprezydentem i członkiem Zarządu Fundacji Uniwersytetów Europejskich. W 2012 został mianowany profesorem. Od 2015 jest konsulem honorowym Wielkiego Księstwa Luksemburga w Łodzi, a także jest członkiem Komitetu Krystalografii Polskiej Akademii Nauk.
Jest specjalistą w zakresie badań wpływu dyslokacji gęstości elektronowej oraz efektów stereo elektronowych na strukturę kryształów związków organicznych i metaloorganicznych oraz technologiami służącymi do ochrony środowiska wodnego.

## Wyróżnienia
- Srebrny Krzyż Zasługi (2007) – na wniosek Ministra Nauki i Szkolnictwa Wyższego, za wzorowe, wyjątkowo sumienne wykonywanie obowiązków wynikających z pracy zawodowej[7]
- Honorowy Tytuł „Zasłużony Pracownik Nowogrodzkiego Uniwersytetu Państwowego”[8]